# 海氏肖峭
海氏肖峭（学名：Tetragnatha hiroshii），又名長沼氏長腳蛛，为肖峭科肖峭属的动物。分布于台湾岛等地。该物种的模式产地在台湾。